# Synchiropus rosulentus
Synchiropus rosulentus är en fiskart som beskrevs av Randall, 1999. Synchiropus rosulentus ingår i släktet Synchiropus och familjen sjökocksfiskar. Inga underarter finns listade i Catalogue of Life.